# Zholaman Sharshenbekov
Zholaman Sharshenbekov (Talas, 29 de setembro de 1999) é um lutador de estilo greco-romana quirguiz.

## Carreira
Em 2020, ele conquistou a medalha de ouro na categoria de 60 kg na Copa do Mundo de Luta Individual realizada em Belgrado, Sérvia.
Em 2022, Sharshenbekov ganhou uma das medalhas de bronze no evento de 60 kg no Torneio Dan Kolov & Nikola Petrov realizado em Veliko Tarnovo, Bulgária. Ele ganhou a medalha de ouro em seu evento no Campeonato Asiático de Luta Livre de 2022 realizado em Ulaanbaatar, Mongólia. Ele ganhou a medalha de ouro em seu evento nos Jogos da Solidariedade Islâmica de 2021 realizados em Konya, Turquia. Ele ganhou a medalha de ouro no evento de 60 kg no Campeonato Mundial de Luta Livre de 2022 realizado em Belgrado, Sérvia.
Sharshenbekov ganhou a medalha de ouro na categoria de 60 kg nos Jogos Asiáticos de 2022, realizados em Hangzhou, China. Ele derrotou Ayata Suzuki do Japão em sua luta pela medalha de ouro. Nos Jogos Olímpicos de Verão de 2024, em Paris, conquistou a medalha de bronze em sua categoria após vencer o iraniano Mehdi Mohsennejad.